# Арджунаварман II
Арджунаварман II — індійський правитель Малави з династії Парамара.

## Правління
Арджунаварамн II був дуже слабким правителем. Близько 1275 року проти царя повстав його міністр Ґоґа. Також у 1270-их до Малави вторгся Рамачандра, правитель Сеунів.